# Mark Damon
Mark Damon, właśc. Alan Harris (ur. 22 kwietnia 1933 w Chicago, zm. 12 maja 2024 w Los Angeles) – amerykański aktor i producent filmowy. Zdobył popularność m.in. dzięki roli w filmie Rogera Cormana Zagłada domu Usherów i graniu uwodzicielskich bohaterów w Hollywood w latach 50. i 60. Później przeniósł się do Rzymu, gdzie wcielał w postacie włoskich playboyów, a także kowbojów w spaghetti westernach. W latach 80. powrócił do Hollywood, gdzie stał się twórcą niezależnego systemu finansowania filmów. Był producentem filmów, takich jak: 9 1/2 tygodnia (1986), Dzika orchidea (1989) i Monster (2003).

## Życiorys

### Młodość
Damon urodził się w żydowskiej rodzinie jako syn sklepikarza o nazwisku Herskovitz. Damon przeniósł się w młodym wieku do Los Angeles, gdzie uczęszczał do Fairfax High School. Jako uczeń ostatniej klasy liceum został zauważony przez Groucho Marksa, który widział go w roli aktora. Damon jednak zdecydował się kontynuować edukację w szkole dentystycznej w UCLA. Niedługo później przeniósł się do Anderson School of Management, kończąc ostatecznie studia MBA oraz BA. Damon brał udział także w zajęciach teatralnych, decydując się wówczas na karierę aktorską.

## Filmografia
| Rok  | Tytuł                                          | Rola                                 | Uwagi |
| ---- | ---------------------------------------------- | ------------------------------------ | --- |
| 2014 | Razem czy osobno?                              | producent                            | obsada: Michael Douglas, Diane Keaton                                                                                              |
| 2013 | Ocalony                                        | producent wykonawczy                 | obsada: Mark Wahlberg |
| 2013 | Agenci                                         | producent wykonawczy                 | obsada: Denzel Washington, Mark Wahlberg                                                                                           |
| 2012 | Uniwersalny żołnierz: Dzień odrodzenia         | producent wykonawczy                 | obsada: Jean-Claude Van Damme, Dolph Lundgren                                                                                      |
| 2011 | Lep na muchy                                   | producent                            | obsada: Patrick Dempsey, Ashley Judd                                                                                               |
| 2011 | Punkt zwrotny                                  | producent                            | obsada: Charlie Hunnam, Liv Tyler, Terrence Howard                                                                                 |
| 2009 | Uniwersalny żołnierz: Regeneracja              | producent wykonawczy                 | obsada: Jean-Claude Van Damme, Dolph Lundgren                                                                                      |
| 2009 | Ponad wszelką wątpliwość                       | producent                            | obsada: Michael Douglas |
| 2008 | To żyje                                        | producent wykonawczy                 | |
| 2007 | Sadysta                                        | producent                            | |
| 2006 | O Jerusalem                                    | producent                            | |
| 2005 | Ostre słówka                                   | producent wykonawczy                 | obsada: Kevin Costner, Joan Allen                                                                                                  |
| 2004 | Wielkie życie                                  | producent wykonawczy                 | obsada: Kevin Spacey |
| 2004 | Moje ja                                        | producent                            | |
| 2003 | Monster                                        | producent                            | obsada: Charlize Theron Oscar dla najlepszej aktorki pierwszoplanowej                                                              |
| 2003 | 11:14                                          | producent wykonawczy                 | |
| 2003 | Odmienne stany moralności                      | producent wykonawczy                 | obsada: Don Cheadle |
| 2002 | Ekstremiści                                    | producent wykonawczy                 | |
| 2002 | www.strach                                     | producent wykonawczy                 | |
| 2001 | D’Artagnan                                     | producent wykonawczy                 | |
| 2001 | Pytanie do Boga                                | producent wykonawczy                 | |
| 2000 | Miłość i seks                                  | producent wykonawczy                 | |
| 1999 | Oko obserwatora                                | producent wykonawczy                 | obsada: Ewan McGregor |
| 1999 | Najlepszy przyjaciel                           | producent wykonawczy                 | |
| 1997 | Kłamca                                         | ojciec Waylanda producent wykonawczy | |
| 1997 | Zaćmienie                                      | producent wykonawczy                 | |
| 1996 | Zwycięzca                                      | producent wykonawczy                 | |
| 1994 | Księga dżungli                                 | producent wykonawczy                 | |
| 1993 | Stalingrad                                     | producent wykonawczy                 | |
| 1991 | Zabójca                                        | producent wykonawczy                 | |
| 1990 | Wietnam, Teksas                                | producent wykonawczy                 | |
| 1989 | Dzika orchidea                                 | producent                            | obsada: Mickey Rourke |
| 1988 | Zjawy                                          | producent wykonawczy                 | |
| 1988 | Bat 21                                         | współproducent                       | |
| 1988 | Mac i ja                                       | producent wykonawczy                 | |
| 1987 | Straceni chłopcy                               | producent wykonawczy                 | |
| 1986 | Ucieczka nawigatora                            | producent wykonawczy                 | |
| 1986 | Krótkie spięcie                                | producent wykonawczy                 | |
| 1986 | 8 milionów sposobów, aby umrzeć                | producent wykonawczy                 | obsada: Jeff Bridges |
| 1986 | 9 1/2 tygodnia                                 | producent                            | obsada: Mickey Rourke, Kim Basinger                                                                                                |
| 1986 | Klan niedźwiedzia jaskiniowego                 | producent wykonawczy                 | |
| 1984 | Niekończąca się opowieść                       | producent wykonawczy                 | reżyseria: Wolfgang Petersen |
| 1981 | Okręt                                          | producent wykonawczy                 | reżyseria: Wolfgang Petersen nominacja do sześciu Oscarów                                                                          |
| 1977 | The Choirboys                                  | producent wykonawczy                 | |
| 1974 | There Is No 13                                 | George Thomas                        | |
| 1974 | The Arena                                      | producent                            | w filmie wystąpiła przyszła żona Damona, Margaret Markov                                                                           |
| 1973 | La Tumba de la isla maldita                    | Peter                                | |
| 1973 | Il Plenilunio delle vergini                    | Karl Schiller                        | |
| 1973 | Little Mother                                  | Riano                                | |
| 1972 | Byleth: il demone dell'incesto                 | książę Lionello Shandwell            | |
| 1972 | Great Treasure Hunt                            | Kansas Lee                           | |
| 1972 | I leoni di Pietroburgo                         | Eldar                                | |
| 1972 | Confessioni segrete di un convento di clausura | Domenico                             | |
| 1972 | Lo chiamavano Verità                           | Veritas                              | |
| 1971 | Łucznik z Sherwood                             | Allen                                | |
| 1971 | Miecz Normanów                                 | Ivanhoe                              | |
| 1971 | Pistol Packin' Preacher                        | Slim                                 | |
| 1968 | ¿Quién grita venganza?                         | Johnny Dalton                        | |
| 1968 | Bitwa o Anzio                                  | Wally Richardson                     | reżyseria: Edward Dmytryk |
| 1968 | Tutto per tutto                                | Johnny                               | |
| 1968 | Nude… si muore                                 | Richard Barrett                      | |
| 1968 | Un treno per Durango                           | Brown                                | |
| 1967 | Colpo doppio del camaleonte d’oro              | Vittorio                             | |
| 1967 | La morte non conta i dollari                   | Laurence                             | |
| 1967 | Requiescant                                    | George Ferguson                      | obsada: Pier Paolo Pasolini |
| 1966 | Johnny Yuma                                    | Johnny Yuma                          | |
| 1966 | Johnny Oro                                     | Johnny Oro/Ringo                     | reżyseria: Sergio Corbucci |
| 1966 | Dio, come ti amo!                              | Luis                                 | |
| 1965 | Agente segreto 777: Operazione Mistero         | dr Bardin                            | |
| 1964 | Il figlio di Cleopatra                         | El Kebir                             | |
| 1964 | I cento cavalieri                              | Don Fernando Herrera y Menendez      | |
| 1963 | Sfida al re di Castiglia                       | Piotr I Okrutny, król Kastylii       | |
| 1963 | Trzy oblicza strachu                           | Vladimire d’Urfe                     | obsada: Boris Karloff reżyseria: Mario Bava                                                                                        |
| 1963 | Il Giorno più corto                            | austriacki oficer                    | reżyseria: Sergio Corbucci |
| 1963 | The Young Racers                               | Stephen Children                     | reżyseria: Roger Corman |
| 1962 | Święty mimo woli                               | Aldo                                 | reżyseria: Edward Dmytryk |
| 1962 | Najdłuższy dzień                               | szeregowy Harris                     | obsada: Richard Burton, Sean Connery, Henry Fonda, Robert Mitchum, John Wayne                                                      |
| 1962 | Beauty and the Beast                           | Eduardo                              | |
| 1962 | Peccati d’estate                               | dr Gianni Orgei                      | |
| 1960 | Zagłada domu Usherów                           | Philip Winthrop                      | wygrana: Golden Globe Award for Most Promising Newcomer obsada: Vincent Price reżyseria: Roger Corman scenariusz: Richard Matheson |
| 1960 | This Rebel Breed                               | Frank Serano                         | |
| 1958 | The Party Crashers                             | Twig Webster                         | |
| 1958 | Life Begins at 17                              | Russ Lippincott                      | |
| 1957 | Young and Dangerous                            | Tommy Price                          | |
| 1956 | Między niebem a piekłem                        | szeregowiec Terry Co. G              | |
| 1956 | Screaming Eagles                               | szeregowiec Lambert                  | |
| 1956 | Inside Detroit                                 | Gregg Linden                         | |